# Bolgia totale
Bolgia totale è un film del 2014 diretto da Matteo Scifoni.

## Trama
Michele Loi, ex galeotto affetto da disturbo antisociale di personalità, conduce una doppia vita tra un lavoro come sguattero in un fast food e spacciatore per Felix il polacco. 
Durante un'operazione antidroga nel suburbio romano nella quale viene arrestato, la sua vita si intreccia con quella dell'ispettore Quinto Cruciani, chiamato a controllarlo all'arrivo della prima pattuglia utile. Michele sfrutta la debolezza psicofisica di Quinto, vecchio e alcolizzato, per liberarsi e darsi alla fuga. L'ispettore capo Bonanza anche se infuriato dall'inettitudine di Quinto gli concede comunque tre giorni per riacciuffare il criminale e sistemare così le cose prima di avvertire i suoi superiori del terribile incidente.
Cruciani si mette sulle tracce dello spacciatore, mentre quest'ultimo, minacciato da Felix per aver perso tutto il carico di droga, escogita un piano per fuggire per sempre dall'Italia con la sua amata.

## Produzione
Film indipendente, esordio alla regia del romano Matteo Scifoni, vede come protagonisti Giorgio Colangeli e Domenico Diele.

## Distribuzione
Il film presentato in anteprima a vari festival del cinema indipendente tra cui il Gold Elephant World (miglior film indipendente), è uscito il 3 settembre 2015 nelle sale italiane.